# Рік Токкет
Рік Токкет (англ. Rick Tocchet, нар. 9 квітня 1964, Скарборо, Онтаріо) — канадський хокеїст, що грав на позиції крайнього нападника. Грав за збірну команду Канади. Згодом — хокейний тренер.
Володар Кубка Стенлі. Провів понад тисячу матчів у Національній хокейній лізі.

## Ігрова кар'єра
Хокейну кар'єру розпочав 1981 року.
1983 року був обраний на драфті НХЛ під 121-м загальним номером командою «Філадельфія Флаєрс». 
Протягом професійної клубної ігрової кар'єри, що тривала 19 років, захищав кольори команд «Філадельфія Флаєрс», «Піттсбург Пінгвінс», «Лос-Анджелес Кінгс», «Бостон Брюїнс», «Вашингтон Кепіталс» та «Фінікс Койотс».
Загалом провів 1289 матчів у НХЛ, включаючи 145 ігор плей-оф Кубка Стенлі.
Рекордсмен з хет-трику Горді Хоу, це коли гравець в одному матчі закидає шайбу, робить результативну передачу та бере участь у сутучці. Таких хет-триків на рахунку Ріка — 18.
Виступав за збірну Канади.

## Тренерська робота
2008 року розпочав тренерську роботу в НХЛ. Працював з командами «Аризона Койотс», «Колорадо Аваланч», «Піттсбург Пінгвінс» та «Тампа-Бей Лайтнінг». Наразі головний тренер команди «Ванкувер Канакс».

## Нагороди та досягнення
- Володар Кубка Стенлі в складі «Піттсбург Пінгвінс» — 1992.
- Учасник матчу усіх зірок НХЛ — 1989, 1990, 1991, 1993.
- Нагорода Джека Адамса — 2024.

## Кримінал
6 лютого 2006 року на Токкета було відкрито кримінальну справу за звинуваченням у фінансуванні загальнонаціональної спортивної мережі азартних ігр в Нью-Джерсі, в якій кілька діючих гравців НХЛ робили парі. Влітку 2007 року було ухвалене судове рішення про засудження Токкета до двох років позбавлення волі умовно.

## Статистика
| Сезон        | Клуб                     | Ліга         | Регулярний сезон | Регулярний сезон | Регулярний сезон | Регулярний сезон | Регулярний сезон | Плей-оф | Плей-оф | Плей-оф | Плей-оф | Плей-оф |
| Сезон        | Клуб                     | Ліга         | І                | Г                | П                | О                | ШХ               | І       | Г       | П       | О       | ШХ      |
| 1981–82      | «Су-Сент-Марі Грейхаунд» | ОХЛ          | 59               | 7                | 15               | 22               | 184              | 11      | 1       | 1       | 2       | 28      |
| 1982–83      | «Су-Сент-Марі Грейхаунд» | ОХЛ          | 66               | 32               | 34               | 66               | 146              | 16      | 4       | 13      | 17      | 67      |
| 1983–84      | «Су-Сент-Марі Грейхаунд» | ОХЛ          | 64               | 44               | 64               | 108              | 209              | 16      | 22      | 14      | 36      | 41      |
| 1984–85      | «Філадельфія Флаєрс»     | НХЛ          | 75               | 14               | 25               | 39               | 181              | 19      | 3       | 4       | 7       | 72      |
| 1985–86      | «Філадельфія Флаєрс»     | НХЛ          | 69               | 14               | 21               | 35               | 284              | 5       | 1       | 2       | 3       | 26      |
| 1986–87      | «Філадельфія Флаєрс»     | НХЛ          | 69               | 21               | 28               | 49               | 288              | 26      | 11      | 10      | 21      | 72      |
| 1987–88      | «Філадельфія Флаєрс»     | НХЛ          | 65               | 31               | 33               | 64               | 299              | 5       | 1       | 4       | 5       | 55      |
| 1988–89      | «Філадельфія Флаєрс»     | НХЛ          | 66               | 45               | 36               | 81               | 183              | 16      | 6       | 6       | 12      | 69      |
| 1989–90      | «Філадельфія Флаєрс»     | НХЛ          | 75               | 37               | 59               | 96               | 196              | —       | —       | —       | —       | —       |
| 1990–91      | «Філадельфія Флаєрс»     | НХЛ          | 70               | 40               | 31               | 71               | 150              | —       | —       | —       | —       | —       |
| 1991–92      | «Філадельфія Флаєрс»     | НХЛ          | 42               | 13               | 16               | 29               | 102              | —       | —       | —       | —       | —       |
| 1991–92      | «Піттсбург Пінгвінс»     | НХЛ          | 19               | 14               | 16               | 30               | 49               | 14      | 6       | 13      | 19      | 24      |
| 1992–93      | «Піттсбург Пінгвінс»     | НХЛ          | 80               | 48               | 61               | 109              | 252              | 12      | 7       | 6       | 13      | 24      |
| 1993–94      | «Піттсбург Пінгвінс»     | НХЛ          | 51               | 14               | 26               | 40               | 134              | 6       | 2       | 3       | 5       | 20      |
| 1994–95      | «Лос-Анджелес Кінгс»     | НХЛ          | 36               | 18               | 17               | 35               | 70               | —       | —       | —       | —       | —       |
| 1995–96      | «Лос-Анджелес Кінгс»     | НХЛ          | 44               | 13               | 23               | 36               | 117              | —       | —       | —       | —       | —       |
| 1995–96      | «Бостон Брюїнс»          | НХЛ          | 27               | 16               | 8                | 24               | 64               | 5       | 4       | 0       | 4       | 21      |
| 1996–97      | «Бостон Брюїнс»          | НХЛ          | 40               | 16               | 14               | 30               | 67               | —       | —       | —       | —       | —       |
| 1996–97      | «Вашингтон Кепіталс»     | НХЛ          | 13               | 5                | 5                | 10               | 31               | —       | —       | —       | —       | —       |
| 1997–98      | «Фінікс Койотс»          | НХЛ          | 68               | 26               | 19               | 45               | 157              | 6       | 6       | 2       | 8       | 25      |
| 1998–99      | «Фінікс Койотс»          | НХЛ          | 81               | 26               | 30               | 56               | 147              | 7       | 0       | 3       | 3       | 8       |
| 1999–2000    | «Фінікс Койотс»          | НХЛ          | 64               | 12               | 17               | 29               | 67               | —       | —       | —       | —       | —       |
| 1999–2000    | «Філадельфія Флаєрс»     | НХЛ          | 16               | 3                | 3                | 6                | 23               | 18      | 5       | 6       | 11      | 49      |
| 2000–01      | «Філадельфія Флаєрс»     | НХЛ          | 60               | 14               | 22               | 36               | 83               | 6       | 0       | 1       | 1       | 6       |
| 2001–02      | «Філадельфія Флаєрс»     | НХЛ          | 14               | 0                | 2                | 2                | 28               | —       | —       | —       | —       | —       |
| Усього в НХЛ | Усього в НХЛ             | Усього в НХЛ | 1144             | 440              | 512              | 952              | 2972             | 145     | 52      | 60      | 112     | 471     |
| Усього в ОХЛ | Усього в ОХЛ             | Усього в ОХЛ | 189              | 83               | 113              | 196              | 539              | 43      | 27      | 28      | 55      | 136     |

## Тренерська статистика
| Команда | Сезон   | Регулярний сезон | Регулярний сезон | Регулярний сезон | Регулярний сезон | Регулярний сезон | Регулярний сезон                  | Постсезон | Постсезон | Постсезон | Постсезон                   | Постсезон |
| Команда | Сезон   | М                | В                | П                | ОТ               | О                | Місце                             | В         | П         | %В        | Результат                   |           |
| ------- | ------- | ---------------- | ---------------- | ---------------- | ---------------- | ---------------- | --------------------------------- | --------- | --------- | --------- | --------------------------- | --------- |
| ТБ      | 2008-09 | 66               | 19               | 33               | 14               | 52               | 5-е у Південно-східному дивізіоні | —         | —         | —         | не пройшли                  |           |
| ТБ      | 2009-10 | 82               | 34               | 36               | 12               | 80               | 4-е у Південно-східному дивізіоні | —         | —         | —         | не пройшли                  |           |
| АРИ     | 2017–18 | 82               | 29               | 41               | 12               | 70               | 8-е в Тихоокеанському дивізіоні   | —         | —         | —         | не пройшли                  |           |
| АРИ     | 2018–19 | 82               | 39               | 35               | 8                | 86               | 4-е в Тихоокеанському дивізіоні   | —         | —         | —         | не пройшли                  |           |
| АРИ     | 2019–20 | 70*              | 33               | 29               | 8                | 74               | 5-е в Тихоокеанському дивізіоні   | 4         | 5         | .444      | поразка в 1-му раунді (КОЛ) |           |
| АРИ     | 2020–21 | 56               | 24               | 26               | 6                | 54               | 5-е в Західному дивізіоні         | —         | —         | —         | не пройшли                  |           |
| ВАН     | 2022–23 | 36               | 20               | 12               | 4                | 44               | 6-е в Тихоокеанському дивізіоні   | —         | —         | —         | не пройшли                  |           |
| ВАН     | 2023–24 | 82               | 50               | 23               | 9                | 109              | 1-е в Тихоокеанському дивізіоні   | 7         | 6         | .538      | поразка в 2-му раунді (ЕДМ) |           |
| ВАН     | 2024–25 | 82               | 38               | 30               | 14               | 90               | 5-е в Тихоокеанському дивізіоні   | —         | —         | —         | не пройшли                  |           |
| Разом   | Разом   | 638              | 286              | 265              | 87               |                  |                                   | 11        | 11        | .500      | 2 плей-оф                   |           |